# كانو بيلارس
كانو بيلارس (بالإنجليزية: Kano Pillars F.C.)، هو نادي كرة قدم نيجيري وهو نادي أساسي في نيجيريا ومقره في كانو.